# Satz von Kakutani (Maßtheorie)
Der Satz von Kakutani ist ein Resultat aus der Maßtheorie über die Äquivalenz und Singularität zweier abzählbar unendlicher Produkte von Wahrscheinlichkeitsmaßen. Seien {\displaystyle \mu } und {\displaystyle \nu } die beiden Produktmaße, dann liefert der Satz eine Bedingung, wann die beiden Produktmaße entweder äquivalent {\displaystyle \mu \sim \nu } (d. h. sie teilen die gleichen Nullmengen) oder singulär {\displaystyle \mu \perp \nu } sind.
Die Aussage besitzt eine wichtige Bedeutung in der Stochastik in unendlicher Dimension, weil sie eine Bedingung für einen Maßwechsel auf Funktionenräumen liefert. Der Satz wurde 1948 von dem japanischen Mathematiker Shizuo Kakutani bewiesen.

## Satz von Kakutani
Die Grundbegriffe Äquivalenz und Singularität werden nochmals wiederholt, ansonsten sollte man zum Abschnitt Vorbereitung springen.

### Äquivalenz und Singularität
Sei {\displaystyle (\Omega ,{\mathcal {A}})} ein messbarer Raum und {\displaystyle \mu ,\nu } zwei Maße darauf. Äquivalenz der Maße ist definiert als
{\displaystyle \mu \sim \nu \iff \mu \ll \nu } und {\displaystyle \nu \ll \mu },
wobei {\displaystyle \ll } absolute Stetigkeit bedeutet. Singularität der Maße ist definiert als
{\displaystyle \mu \perp \nu \iff } falls zwei disjunkte Mengen {\displaystyle A,B} existieren, so dass {\displaystyle \Omega =A\cup B} mit {\displaystyle \mu (A)=0} und {\displaystyle \nu (B)=0}.

### Vorbereitung
Sei {\displaystyle (\Omega _{n},{\mathcal {B}}_{n},\mu _{n},\nu _{n})_{n\in \mathbb {N} }} eine Folge von Wahrscheinlichkeitsräumen, bestehend aus einer Menge {\displaystyle \Omega _{n}}, einer σ-Algebra {\displaystyle {\mathcal {B}}_{n}} und zwei Wahrscheinlichkeitsmaßen {\displaystyle \mu _{n}} und {\displaystyle \nu _{n}} darauf. Weiter definieren wir nun die abzählbar unendlichen Produkte der vier Komponenten
{\displaystyle \Omega :=\prod \limits _{n=1}^{\infty }\Omega _{n},\quad {\mathcal {B}}:=\bigotimes _{n=1}^{\infty }{\mathcal {B}}_{n},\quad \mu :=\bigotimes _{n=1}^{\infty }\mu _{n},\quad \nu :=\bigotimes _{n=1}^{\infty }\nu _{n},}
d. h. {\displaystyle \mu ,\nu } sind beide auf {\displaystyle {\mathcal {B}}} definiert. Weiter definieren wir folgendes inneres Produkt
{\displaystyle \varphi (\nu _{n},\mu _{n}):=\int _{\Omega _{n}}{\sqrt {\frac {d\nu _{n}}{d\mu _{n}}}}d\mu _{n},}
welches mit dem Hellinger-Integral übereinstimmt, sowie die logarithmische Transformation
{\displaystyle \sigma (\nu _{n},\mu _{n}):=\ln(\varphi (\nu _{n},\mu _{n})).}

#### Bemerkung
- Gemeint ist hier, dass wir auch unterschiedliche Wahrscheinlichkeitsräume in der Folge haben können, das heißt zum Beispiel können {\displaystyle \mu _{n}} und {\displaystyle \mu _{m}} für {\displaystyle n\neq m} unterschiedliche Wahrscheinlichkeitsmaße sein.

### Satz von Kakutani
Falls {\displaystyle \nu _{n}\sim \mu _{n},\;} für alle {\displaystyle n=1,2,\dots ,} dann gilt entweder
{\displaystyle \nu \sim \mu \quad } und {\displaystyle \quad \prod \limits _{n=1}^{\infty }\varphi (\nu _{n},\mu _{n})>0}
oder
{\displaystyle \nu \perp \mu \quad } und {\displaystyle \quad \prod \limits _{n=1}^{\infty }\varphi (\nu _{n},\mu _{n})=0.}
Weiter gilt zusätzlich (in beiden Fällen):
{\displaystyle \varphi (\nu ,\mu )=\prod \limits _{n=1}^{\infty }\varphi (\nu _{n},\mu _{n}),\quad } und {\displaystyle \quad \sigma (\nu ,\mu )=\sum _{n=1}^{\infty }\sigma (\nu _{n},\mu _{n}).}

#### Erläuterungen
- Die Bedingung {\displaystyle \nu _{n}\sim \mu _{n}} muss nur für die Wahrscheinlichkeitsmaße auf demselben Raum gelten, allerdings für alle Räume.
- Damit somit {\displaystyle \nu \sim \mu } gilt, muss zusätzlich auch {\displaystyle \prod \limits _{n=1}^{\infty }\varphi (\nu _{n},\mu _{n})} konvergieren (d. h. ungleich von Null sein).

## Verallgemeinerungen
Es existieren Verallgemeinerungen für Riesz-Produkte.